# Eugeniusz Rudnik
Eugeniusz Rudnik (28. října 1932 – 24. října 2016) byl polský hudební skladatel.

## Život
Narodil se ve vesnici Nadkole a studoval na Technické univerzitě ve Varšavě, kde své studium roku 1967 dokončil. Již dříve pracoval pro státní Polský rozhlas. V šedesátých letech spolupracoval například s německým skladatelem Karlheinzem Stockhausenem, stejně jako s Norem Arne Nordheimem. V roce 1972 složil skladbu pro letní olympijské hry v Mnichově. V roce 2012 získal ocenění Człowiek ze Złotym Uchem. Během své kariéry získal řadu dalších ocenění.